# بوریس کوراکین
بوریس ایوانوویچ کوراکین (به روسی: Борис Иванович Куракин) (۳۰ ژوئیهٔ [سبک قدیمی: ۲۰ ژوئیهٔ] ۱۶۷۶ – ۲۸ اکتبر [سبک قدیمی: ۱۸ اکتبر] ۱۷۲۷) یک دیپلمات اهل روسیه بود که از سال ۱۷۲۴ تا ۱۷۲۷ میلادی، به عنوان سومین سفیر خارجی دائمی روسیه، در فرانسه خدمت کرد. او از نزدیکان پتر کبیر و باجناق او بود و سنت چند صد ساله خدمات دیپلماتیک خاندان کوراکین را در دولت روسیه بنیان گذاشت.

## زندگی‌نامه
بوریس در ۳۰ ژوئیهٔ [سبک قدیمی: ۲۰ ژوئیهٔ] ۱۶۷۶ در مسکو به دنیا آمد. او از اعضای خاندان کوراکین بود؛ خاندان اشرافی که اعضای آن به درجه اوکولنیچی ارتقا یافته بودند. در سال ۱۶۸۲، پدرش ایوان به شهر اسمولنسک فرستاده شد و در آنجا بر اثر بیماری کلیه درگذشت. بعد از آن، بوریس و برادرش میخائیل توسط نامادری خود ماریا (همسر دوم پدرشان که او نیز دو سال بعد درگذشت)، بزرگ شدند. به دلیل آشفتگی‌های دوران حکومت تزار فیودور سوم، او به عنوان یکی از ملازمان پتر، برادر فئودور منصوب شد. از سال ۱۶۸۳، بوریس بخشی از حلقه نزدیکان پتر بود و در تفریحات نظامی وی در نزدیکی روستای سمیونوفسکایا و در سپاه بازی او شرکت داشت. هنگی که بعدها «سمیونوفسکی» نام گرفت که از آن در هر دو لشکرکشی‌های آزوف (۱۶۹۵–۱۶۹۶) استفاده شد. بوریس در لشکرکشی‌های آزوف حضور داشت که نخست ستوان و از سال ۱۶۹۶، کاپیتان بود. ارتباطاتی که او در طول زندگی درباری برقرار کرد، او را به ازدواج با کسینیا لوپوخینا، خواهر اودوکیا لوپوخینا که همسر پتر بود، سوق داد.
بوریس در همان سال، برای تحصیل در امور دریایی، استحکامات و ریاضیات به ایتالیا فرستاده شد. پس از بازگشت از دومین لشکرکشی آزوف در راه ورونژ، تزار پتر یکم به بوریس ملکی را در سمت رودخانه بلایا اعطا کرد. در سال ۱۷۰۰، بوریس زمینی را آن سوی رودخانه سورویو، روی رودخانه یولوفکا و حومه خریداری کرد؛ جایی که در آن روستای پاولو-کوراکینو (بخش گورودیشچنسکی، استان پنزا کنونی) را تأسیس کرد. با شروع جنگ بزرگ شمالی، او در نبرد ناروا (۱۷۰۰)، محاصره نوتبورگ (۱۷۰۲) و محاصره نینسکانس (۱۷۰۳) شرکت جست و در این سال، رتبه سرگرد هنگ گارد سمنووسکی را دریافت کرد. او در محاصره ناروا نیز حضور داشت. در بین سال‌های ۱۷۰۵ تا ۱۷۰۶، بوریس برای معالجه بیماری خود در خارج از روسیه بود و از آلمان، هلند و انگلیس دیدن کرد.

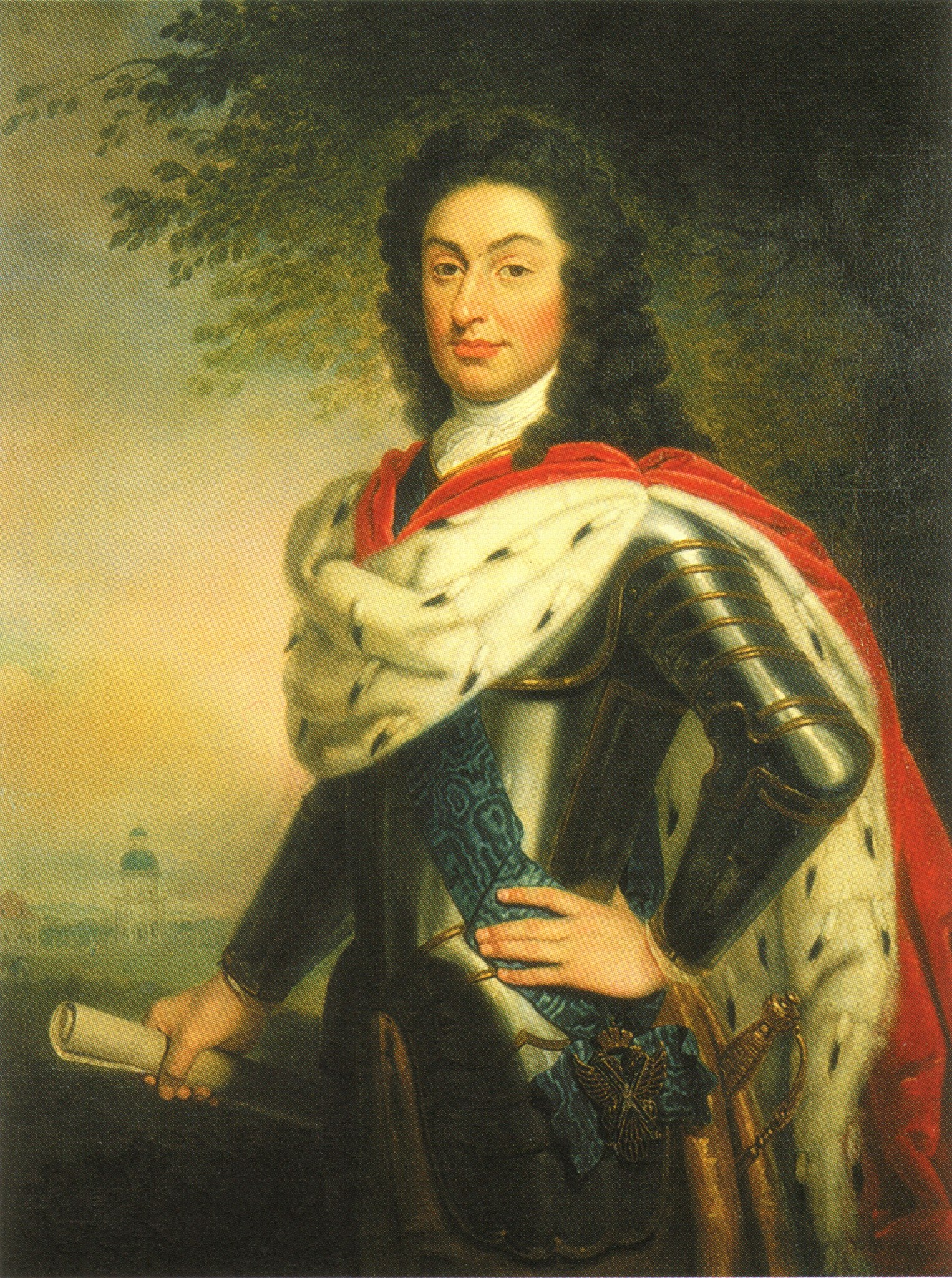
پرتره‌ای از بوریس کوراکین در قرن هجدهم

پس از بازگشت در ۱۹ ژانویه ۱۷۰۷ در ژولکوا، او به درجه سرهنگ دوم هنگ گارد سمنوفسکی ارتقا یافت و در همان سال دوران طولانی و افتخارآمیز دیپلماتیک بوریس آغاز شد؛ زمانی که او به رم فرستاده شد تا پاپ را وادار کند که استانیسلاو لیزینسکی، شخص منتخب کارل دوازدهم را به عنوان پادشاه لهستان به رسمیت نشناسد. با ازسرگیری مبارزات کارل دوازدهم در سال ۱۷۰۸، بوریس به ارتش بازگشت و فرماندهی هنگ‌های «سمنوفسکی و «آستاراخان» را در سپاه تحت امر الکساندر دانیلوویچ منشیکوف بر عهده گرفت. در نبرد پولتاوا او فرماندهی هنگ سمنوفسکی را بر عهده داشت؛ اما پس پیروزی پاداش خاصی به او داده نشد. از سال ۱۷۰۹ تا ۱۷۱۲، او به‌طور متوالی در لندن، هانوفر و لاهه، نماینده دولت روسیه بود و در سال ۱۷۱۳ با دریافت رتبه «مشاور خصوصی» به عنوان نماینده تام‌الاختیار روسیه در کنگره صلح اوترخت شرکت کرد. در سال ۱۷۱۵ او معاهده گرایفسوالد را با دودمان هانوفر امضا کرد. از سال ۱۷۱۶ تا ۱۷۲۲، او منصب سفارت روسیه را در پاریس داشت و هنگامی که در سال ۱۷۲۲، پتر لشکرکشی به ایران صفوی را آغاز کرد، کوراکین به سرپرستی تمام سفرای روسیه که در دربارهای مختلف اروپایی اشتغال داشتند، منصوب شد. در سال ۱۷۲۳، او تلاش کرد تا ازدواج الیزابت دختر پتر با لویی پانزدهم پادشاه فرانسه را ترتیب دهد. پس از بازگشت تزار از جنگ با ایران در سال ۱۷۲۴، کوراکین دوباره به عنوان سفیر به فرانسه بازگشت و سرانجام در ۲۸ اکتبر [سبک قدیمی: ۱۸ اکتبر] ۱۷۲۷ در آنجا درگذشت.
بوریس کوراکین در طول دوران خدمت پرثمر خود پاداش‌ها و نشان‌های بسیاری دریافت کرد. او در ۱۴ سپتامبر ۱۷۱۴، از درجه سرهنگی گارد به درجه سرلشکری که بالاترین درجه بود ارتقا یافت. در سال ۱۷۱۷ به او نشان «سنت اندرو یکم» و در ۳۰ اوت ۱۷۲۵ نیز نشان «سنت الکساندر نوسکی» اهدا شد. او همچنین در ۱۴ نوامبر ۱۷۲۵ به عضویت «شورای عالی خصوصی» در آمد. بوریس وصیت کرد تا یک بیمارستان در مسکو برای نگهداری از افسران کم‌بضاعت نجیب‌زاده ایجاد و مقرری آن را تنظیم کنند. الکساندر کوراکین پسر او در تحقق وصیت پدرش، در سال ۱۳۴۲ «بیمارستان کوراکینو» را راه‌اندازی کرد. تا سال ۱۹۱۷، عمدتاً با بودجه اعضای خانواده کوراکین برای چندین نسل، فعالیت می‌کرد. در سال ۱۸۲۰، به آسایشگاه (Странноприимный дом) تغییر نام داد. در سال ۱۹۰۲، این ساختمان که در ابتدا به سبک باروک روسی ساخته شده بود، به سبک نئوکلاسیک تزئین شد.

## ارزیابی

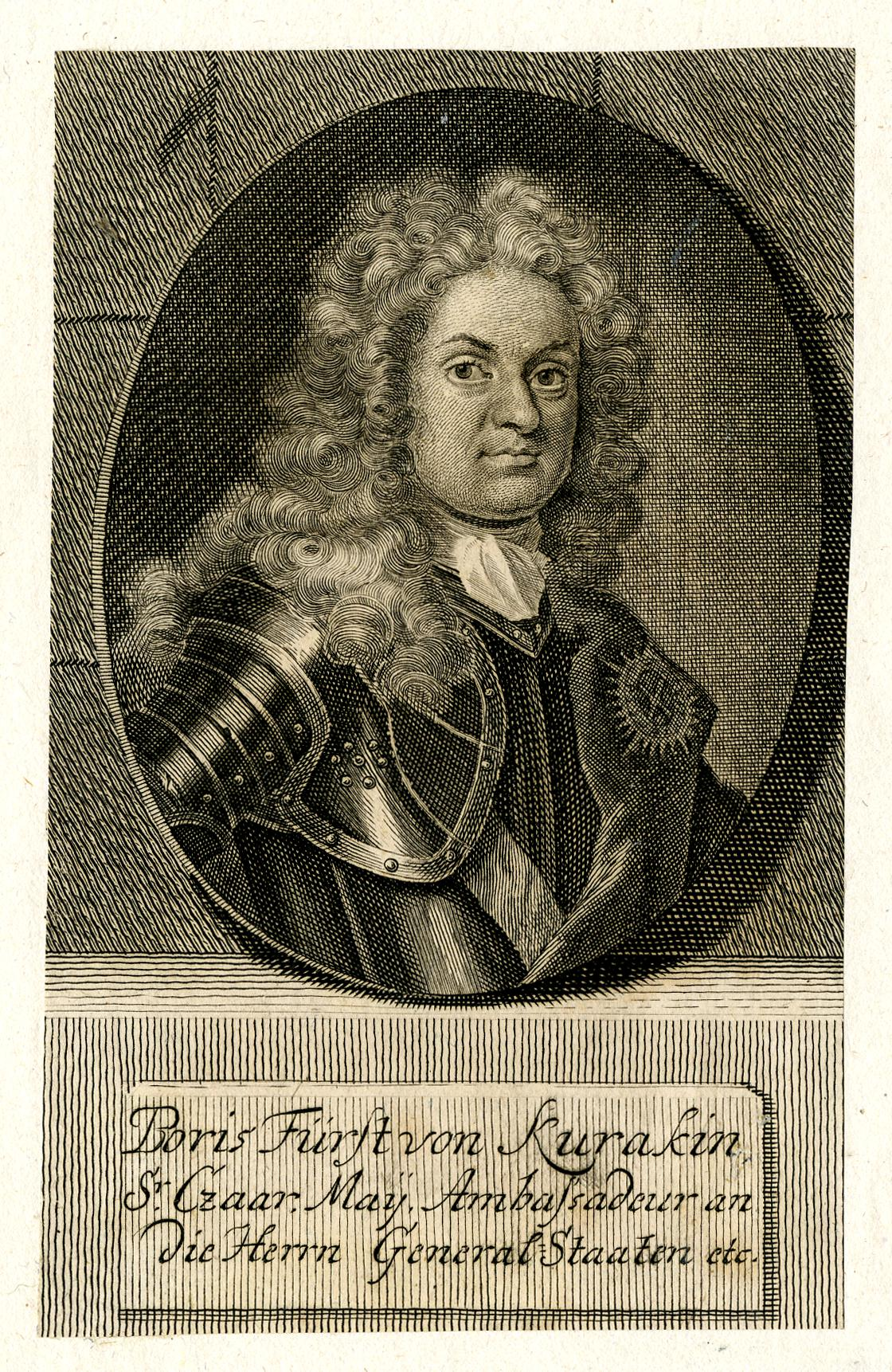
بوریس کوراکین در سال ۱۷۱۸م

بوریس کوراکین به حق «پدر دیپلماسی روسیه» نامیده می‌شود. او در طول زندگی حرفه‌ای خود به دلیل درایت و بینشی بی‌نهایت و به طرزی شگفت‌انگیز درست از افراد و رویدادها، قابل توجه بود. شاید زمانی که جنگ بزرگ شمالی رو به پایان بود، او بیشترین فایده را برای روسیه داشت؛ چرا که در بحران مبارزه از اعلان جنگ امپراتوری بریتانیا علیه دانمارک، متحد نزدیک پتر، جلوگیری کرد. کوراکین یکی از تحصیل‌کرده‌ترین روس‌های زمان خود بود و خودزندگی‌نامه او که تا سال ۱۷۰۹ را در خود ثبت دارد، یک منبع دست اول تاریخی محسوب می‌شود. آثار او شامل یک دفتر خاطرات، یادداشت‌های سفر، یک زندگی‌نامه تا سال ۱۷۰۹، تاریخ جنگ‌های روسیه و سوئد و سایر یادداشت‌های سیاسی، مکاتبات تجاری و خانوادگی گسترده می‌شود. منبع اصلی بیوگرافی بوریس کوراکین کتاب زندگی کنیاز بوریس کوراکین از زبان خودش (به روسی: Жизнь князя Бориса Куракина им самим описанная) است که او نوشتن آن را در زمان معالجه در کارلووی واری با ثبت تاریخ ۲۵ سپتامبر ۱۷۰۵ آغاز کرد. او از سال ۱۷۲۳ قصد داشت یک تاریخ کامل از روسیه با عنوان «تاریخ امپراتوری اسلاو-روس» بنویسد که در آن می‌خواست عمدتاً بر دوره سلطنت پتر کبیر تمرکز کند؛ اما اثر وی از جمع‌آوری فهرست مفصلی از مطالب تاریخی با نام تاریخ تزار پیتر آلکسیوویچ و نزدیکان او (۱۶۸۲–۱۶۹۴) فراتر نرفت. با این حال، همین اثر او منبع بسیار ارزشمندی در رابطه با رخداد‌های اوایل سلطنت پتر در روسیه مانند شورش استرلتسی‌ها است. آرشیو نوشتار‌های وسیع او در قرن نوزدهم منتشر شد و کوراکین را در حد یک استاد سبک ادبی معرفی کرد. او مسئول معرفی بسیاری از کلمات جدید در زبان روسی بوده است. بسیاری از نوادگان او نیز به مشاغل برجسته در حوزه دیپلماسی روسیه ادامه دادند.